# Spoorlijn Myrdal - Flåm
De spoorlijn Myrdal - Flåm, ook wel Flåmsbana of Flåmspoorweg genoemd, is een treintraject in Noorwegen, tussen de plaatsen Myrdal en Flåm. De spoorweg is een van de steilste trajecten ter wereld, met een stijging van 865,5 meter over 20 kilometer lengte. Oorspronkelijk bedoeld als verbinding tussen de Oslolijn en de Bergensbanen, behoort het nu tot de belangrijkste toeristenattracties van West-Noorwegen. Dit toeristisch belang wordt onderstreept door bijvoorbeeld een tussenstop bij de imposante waterval Kjosfossen.

## Geschiedenis
Een eerste vooronderzoek naar een verbinding tussen het Sognefjord en Oslo werd reeds in 1893 uitgevoerd. Hieruit kwam een voorstel voor een 18 kilometer lange spoorlijn met tandradtractie en een spoorwijdte van 1100 mm. Na de voorlegging van dit plan werd het gewijzigd in adhesietractie op normaalspoor. Het ontwerp moest hiervoor worden aangepast, waarbij een vierde van de lijn, bijna 5,7 kilometer, in twintig tunnels kwam te liggen en bogen (bochten) met een straal tot 130 meter nodig waren. Het materieel voor de spoorlijn werd speciaal voorzien van extra veiligheidssystemen, vijf in totaal, die ieder afzonderlijk de gehele trein zouden kunnen stoppen.
De spoorlijn werd in 1947 geopend, nadat de spoorstaven reeds in 1942 gereed waren. Door de Tweede Wereldoorlog moest de opening uitgesteld worden, daar de speciaal voor de lijn bestelde elektrische locomotieven nog niet gereed waren. In de jaren 60 werd de lijn nog met sluiting bedreigd. Vanwege het toerisme reizen bijna een half miljoen passagiers per jaar over deze spoorlijn.

## Museum
Het stationsgebouw van Flåm herbergt een museum over de geschiedenis van de Flåmsbana.

## Elektrische tractie
Het traject werd in 1944 geëlektrificeerd met een spanning van 15.000 volt 16 2/3 Hz wisselstroom.

## Voertuigen
Reeds in 1947 werden speciaal voor de Flåmsbana gebouwde elektrische locomotieven van de serie El. 9 ingezet. Deze locomotieven werden rond 1987 vervangen door locomotieven van de serie El. 11. Ook werden er vaak treinstellen van de serie BM 65, serie BM 67 en serie BM 91 gebruikt. Sinds 1992 werden er voor een paar jaar ook treinen van de Zweedse Storstockholms Lokaltrafik (SL) serie X10 gehuurd. Door de groei van het personenvervoer werd een andere oplossing gekozen. Deze bestond uit rijtuigen van de serie B 3-4, B 3-5 en F 3-3 met een locomotief van de serie El. 17 aan de voorzijde van de trein en een locomotief van de serie El. 17 aan de achterzijde van de trein. Hiervoor beschikt de Flåmsbana over zes locomotieven van dit type. (stand 2004) Deze locomotieven zijn in september 2014 vervangen door locomotieven van het type serie El. 18.

## Aansluitingen
In de volgende plaatsen was of is er een aansluiting van de volgende spoorwegmaatschappijen:

### Myrdal
- Bergensbanen, spoorlijn tussen Bergen en Oslo S

## Treindiensten
De Flåmsbana verzorgt het personenvervoer op dit traject met RB treinen.
De treindienst wordt uitgevoerd met getrokken treinen en aan de voor en achterzijde een locomotief van het type El 18 sinds 2017 (vroeger waren de El 17 aan de slag op deze lijn).
- RB 42: Myrdal - Flåm

## Route
Het traject tussen Myrdal en Flåm daalt van 866 m tot 2 m. Men doet de volgende haltes aan:
- Myrdal 866 m.
- Vatnahalsen 811 m.
- Reinunga 669 m.
- Waterval Kjosfossen 660 m.
- Kårdal 556 m.
- Blomheller 450 m.
- Berekvam 343 m.
- Dalsbotn 200 m.
- Håreina 48 m.
- Lunden 16 m.
- Flåm 2 m.

## Fotogalerij

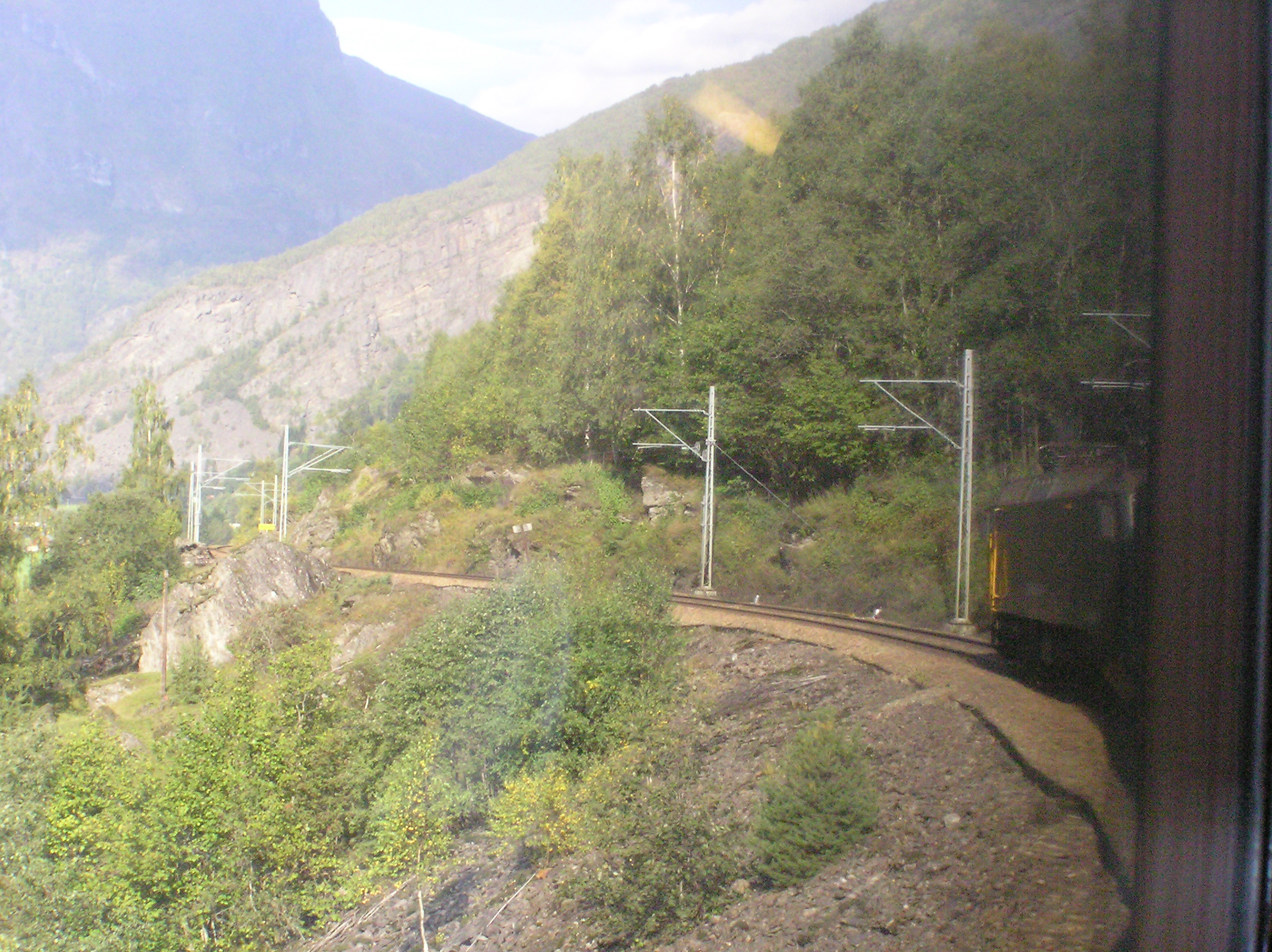
Vlak bij Myrdal
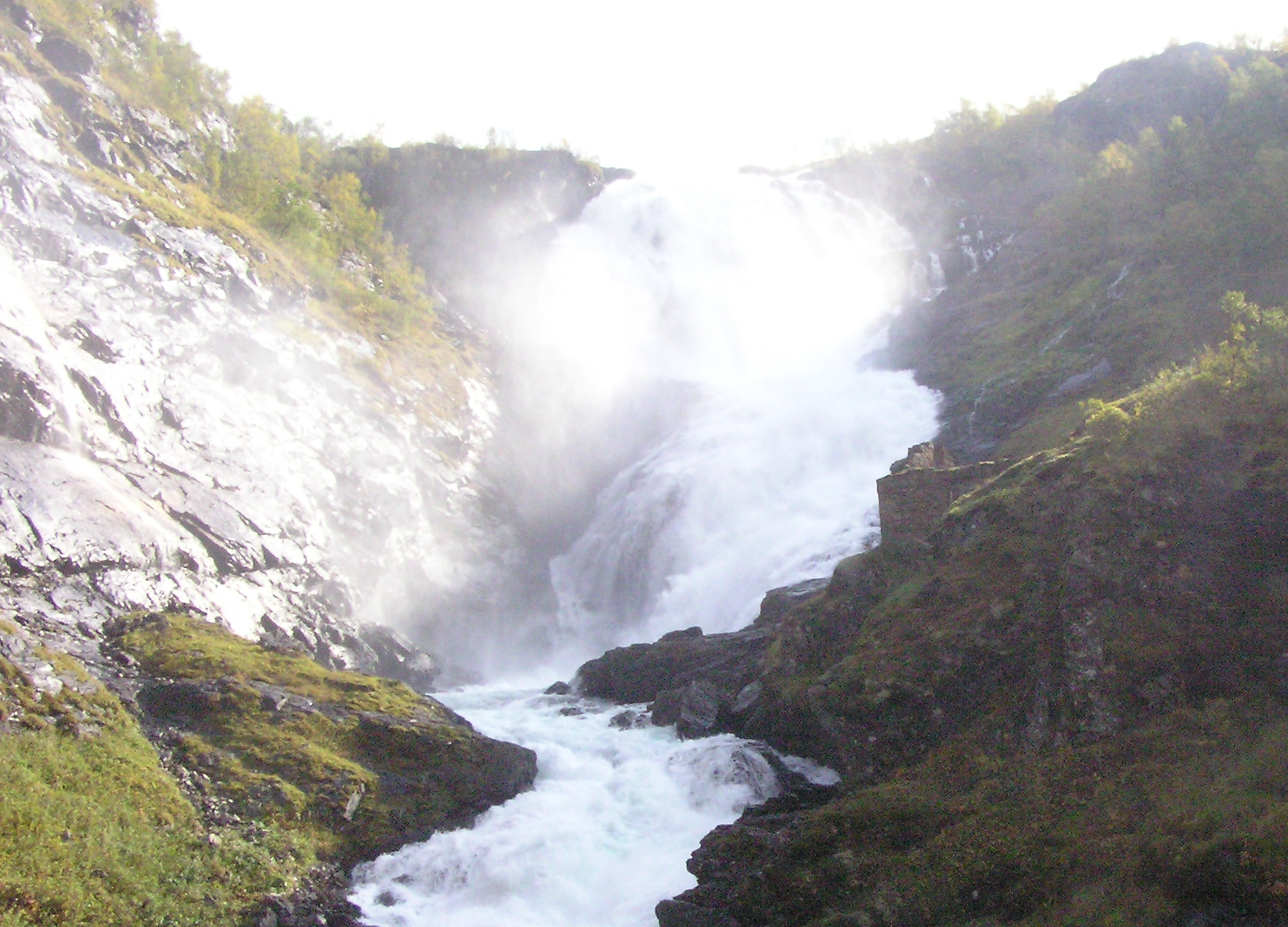
Bij de waterval Kjosfossen
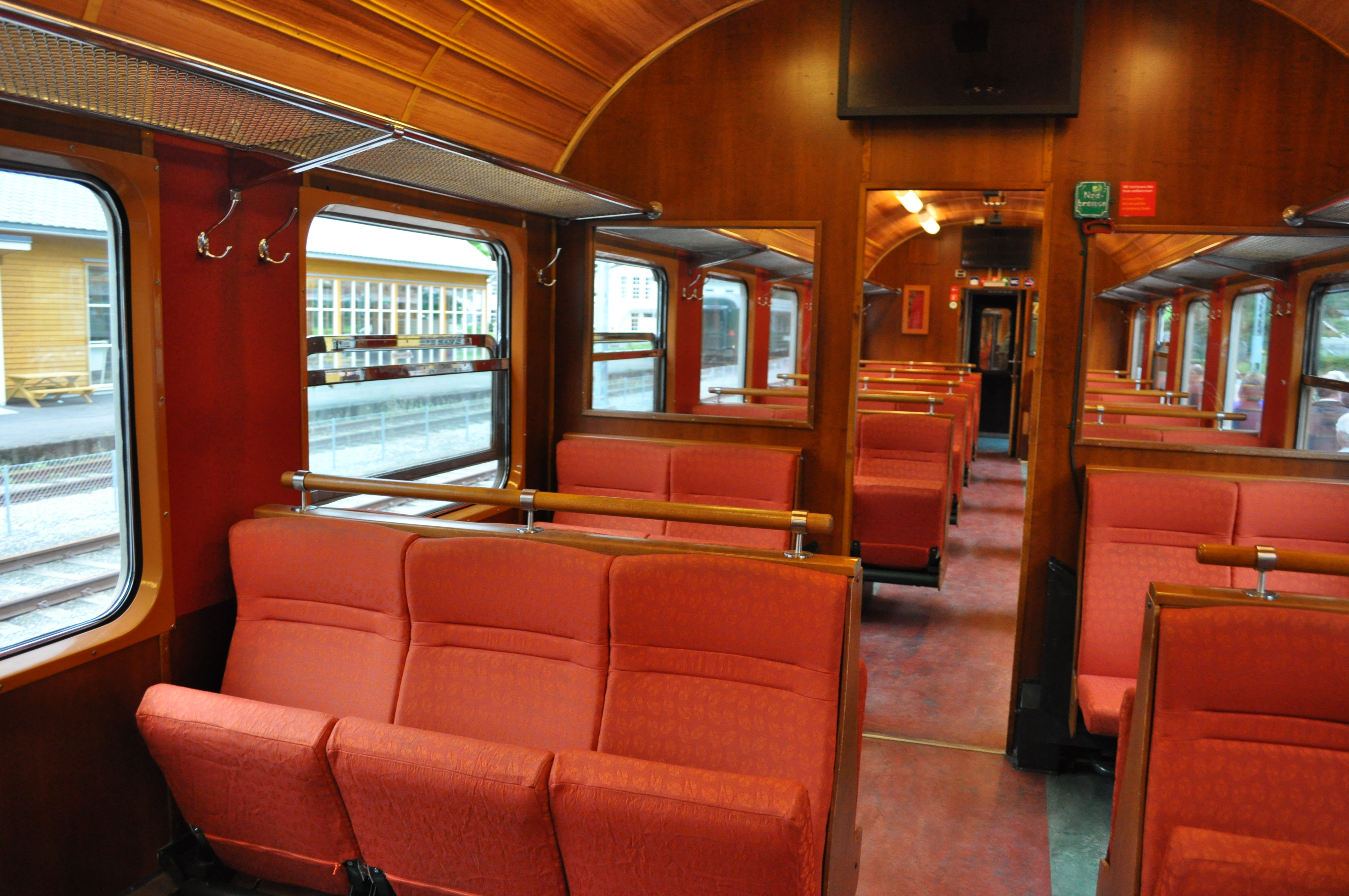
Interieur
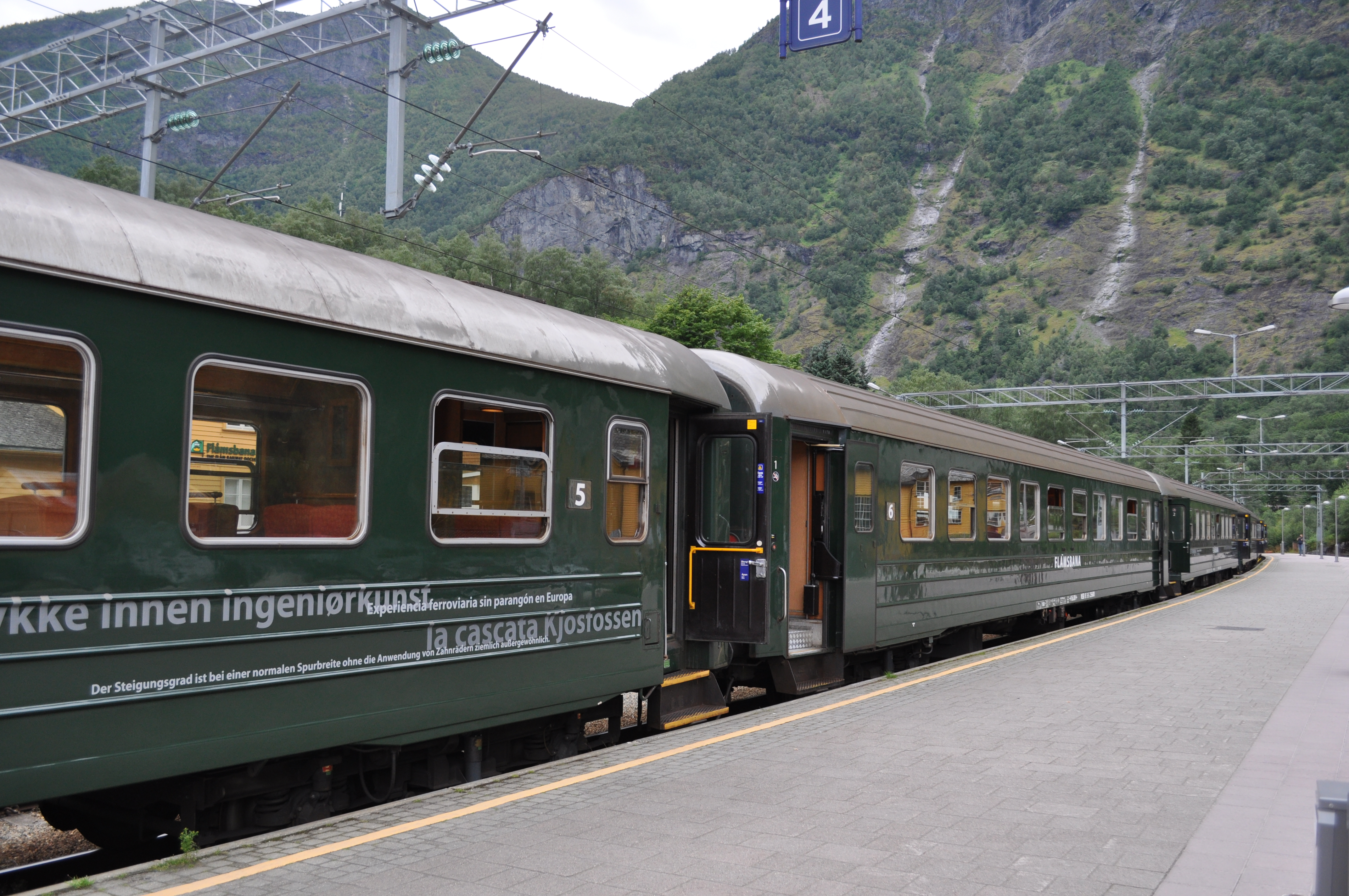
Trein van dichtbij